# Dreimäderlhaus (Wien)

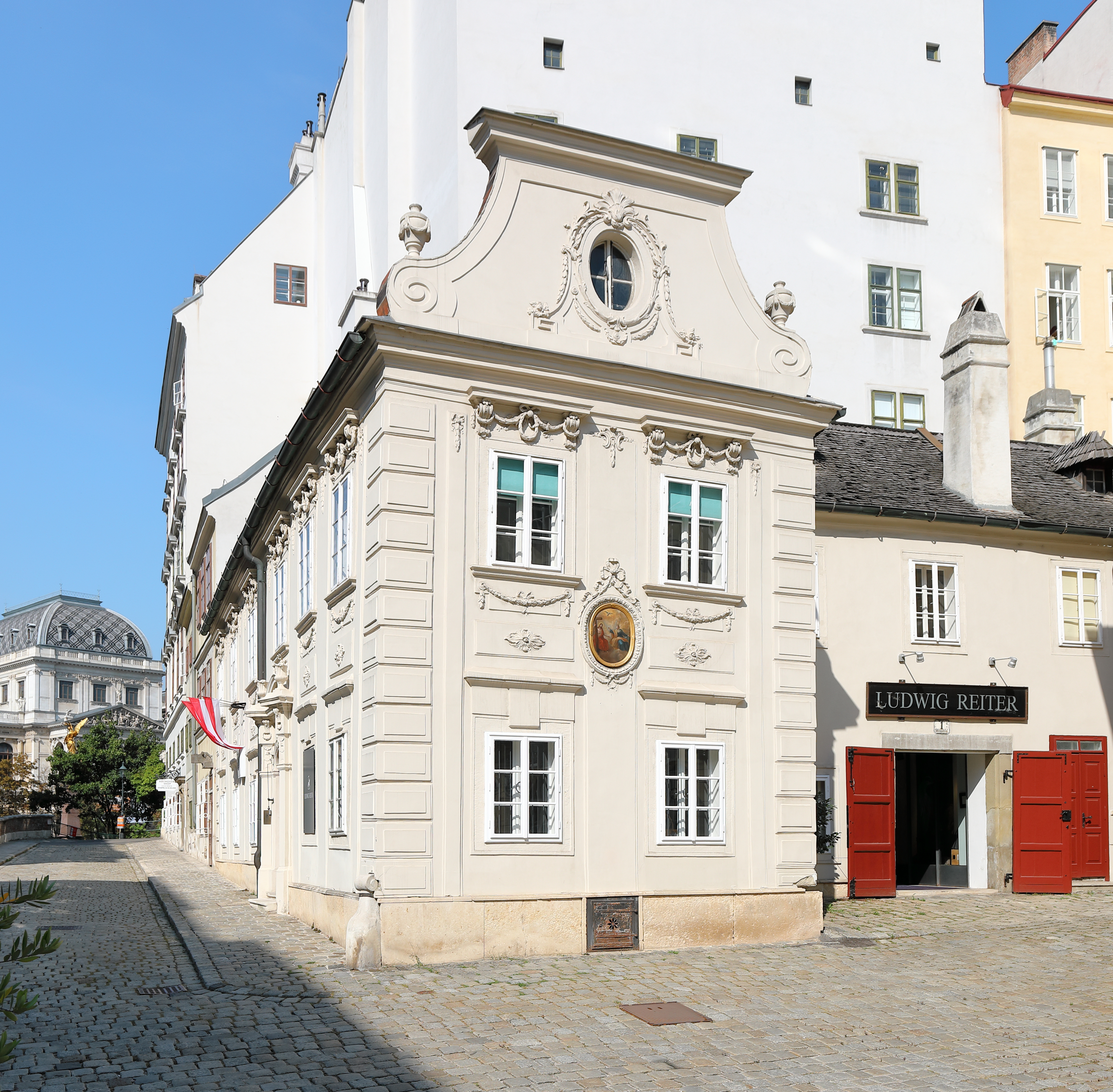
Südostansicht des „Dreimäderlhauses“

Das sogenannte Dreimäderlhaus befindet sich an der Adresse Schreyvogelgasse 10 im 1. Wiener Gemeindebezirk Innere Stadt. Das im 18. oder 19. Jahrhundert errichtete Bürgerhaus ist ein typisches Beispiel aus der Zeit des ausklingenden Josephinischen Klassizismus und steht unter Denkmalschutz.

## Lage
Das Bürgerhaus befindet sich an der Ecke Schreyvogelgasse / Mölker Steig, erhöht an der Rampe zur Mölker Bastei, die ein Teil der ehemaligen Wiener Stadtbefestigung war. Nordwestseitig des Dreimäderlhauses, an der Ecke Mölker Bastei 8 / Schreyvogelgasse 16, befindet sich das nach dem Bauherr benannte Pasqualati-Haus, in dem Ludwig van Beethoven die meisten Lebensjahre seines Aufenthaltes in Wien verbrachte.

## Beschreibung
Das Haus wurde 1803 oder im 3. Viertel des 18. Jahrhunderts im Josephinischen Stil, auch als Josephinischer Barock oder Josephinischer Klassizismus bezeichnet, errichtet und 1950 saniert.
Das zweigeschoßige Gebäude mit einem t-förmigen Grundriss besteht aus einem Haupttrakt, parallel zur Schreyvogelgasse, und einem Nebentrakt, parallel zum Mölker Steig. Im Gegensatz zum Haupttrakt ist die Fassade des Nebentraktes ohne Dekor. Hingegen beim Haupttrakt betonen Lisenen die vertikale Gliederung des Gebäudes. Die Fenster sind gerade verdacht und beim Obergeschoß reich im Zopfstil dekoriert. Das Korbbogenportal mit schräggestellten Pfeilern besitzt einen Segmentgiebel mit Muschel und Vasenaufsatz. Die Giebelfassade hat einen volutengerahmten, trapezförmigen Giebel mit einem Ochsenauge, sowie ein gemaltes Medaillonbild, das die heilige Dreifaltigkeit darstellt.
In dem Haus befindet sich eine Niederlassung der Ludwig Reiter Schuhmanufaktur.

## Name
Die Bezeichnung Dreimäderlhaus geht auf die angedichtete Legende zurück, dass der Komponist Franz Schubert eine Romanze mit den hier wohnenden drei Töchtern des Glasermeisters Franz Tschöll, Hannerl, Hederl und Heiderl, gehabt haben soll. Tatsächlich steht das Haus aber in keinem Zusammenhang mit dem Komponisten, denn die Geschichte basiert auf dem Roman Schwammerl von Rudolf Hans Bartsch. Dieser Roman diente als Vorlage für das Singspiel Das Dreimäderlhaus und für die zwei Spielfilme: Das Dreimäderlhaus (1918) sowie Das Dreimäderlhaus (1958).